# Liste der höchsten Strafen wegen Wettbewerbsverstöße in der EU
Die Liste der höchsten Strafen wegen Wettbewerbsverstöße in der EU zeigt die höchsten Strafen, welche in Zusammenhang mit Kartellbildung in der Europäischen Union von der Kommission bzw. Generaldirektion Wettbewerb vergeben wurden. Unternehmen, die ein Kartell an die Ermittlungsbehörden verraten, können einen Kronzeugen-Rabatt erhalten. Unternehmen, die dagegen schon einmal an einem Kartell beteiligt waren, erhalten einen Aufschlag auf ihre Strafen.
| Kartellname                                                                   | Beteiligte Unternehmen (evtl. mit Strafsumme) | Kronzeuge (falls vorhanden)                        | Dauer des Kartells                                                               | Strafe in Mio. € | Strafe in Kaufkraft von 2019 | Höchste Einzelstrafe (vor Senkung) | Strafbehörde            | Quelle                             |
| ----------------------------------------------------------------------------- | --- | -------------------------------------------------- | -------------------------------------------------------------------------------- | ---------------- | ---------------------------- | ---------------------------------- | ----------------------- | ---------------------------------- |
| Missbrauchs einer marktbeherrschenden Stellung beim Smartphone-System Android | Google |                                                    |                                                                                  | 4.342            |                              |                                    | WeKo                    |                                    |
| LKW-Kartell                                                                   | Daimler (1,09 Mrd. €), Scania (880 Mio. €), DAF (753 Mio. €), Renault/Volvo (670 Mio. €) Iveco (495 Mio. €), MAN | MAN                                                | 1997–2011                                                                        | 3.800            | 3.923                        | 2.100                              | WeKo                    |                                    |
| Bevorzugung von Google Shopping                                               | Google |                                                    | 2008–2017                                                                        | 2.420            | 2.498                        | 2.420                              | WeKo                    | [ 1 ]                              |
| Libor-Kartell (EIRD- und YIRD-Kartell)                                        | Deutsche Bank (726 Mio. €), Société Générale (446), Royal Bank of Scotland (391), JPMorgan (80), Citigroup (70), RP Martin (1), Barclays, UBS | Barclays, UBS                                      | 2005–2008 (EIRD) 2007–2010 (YIRD)                                                | 1.712            | 1.812                        | 726                                | WeKo                    | [ 2 ]                              |
| Bildröhrenkartell                                                             | Philips, LG Electronics, Panasonic, Samsung SDI, Thomson, Toshiba, MTPD, Chunghwa | Chunghwa (Erlass von 17 Mio. €)                    | 1996–2006                                                                        | 1.470            | 1.593                        | 313                                | WeKo                    | [ 3 ]                              |
| Autoglaskartell                                                               | Saint-Gobain (Strafe um 60 % erhöht auf 880 Mio. €), Pilkington (370 Mio. €), Asahi Glass, Soliver | Asahi Glass (50 % Nachlass auf ursprg. 227 Mio. €) | 1998–2003                                                                        | 1.354            | 1.550                        | 880                                | WeKo                    | [ 4 ]                              |
| Aufteilung der Gasmärkte                                                      | E.ON, Gaz de France (je 553 Mio. €) |                                                    | 1975–2005                                                                        | 1.106            | 1.262                        | 553                                | WeKo                    | [ 5 ]                              |
| Bankenkartell                                                                 | Barclays (210 Mio. €), RBS (249 Mio. €), Citigroup (310 Mio. €), JPMorgan (228 Mio. €), MUFG (69 Mio. €), UBS | UBS                                                | 2007–2013 2009–2012                                                              | 1.068            | 1.125                        | 310                                | WeKo                    | [ 6 ]                              |
| Intel-Rabatte                                                                 | Intel |                                                    | 2002–2007                                                                        | 1.060            | 1.210                        | 1.060                              | WeKo                    | [ 7 ]                              |
| LTE-Basisband-Chipsätze                                                       | Qualcomm | Apple                                              | 2017                                                                             | 997              | 1.029                        |                                    |                         | [ 8 ]                              |
| Aufzugs- und Fahrtreppenkartell                                               | ThyssenKrupp (um 50 % erhöht auf 480 Mio. €), Otis, Schindler, Kone, Mitsubishi |                                                    | 1995–2004                                                                        | 992              | 1.165                        | 480                                | WeKo                    | [ 9 ]                              |
| Wälzlager-Kartell                                                             | Schaeffler (370 Mio. €), SKF (325 Mio. €), NTN (201 Mio. €), NSK, JTEKT, NFC | JTEKT (Erlass von 86 Mio. €)                       | 2004–2011                                                                        | 953              | 1.009                        | 370                                | WeKo                    | [ 10 ]                             |
|                                                                               | Microsoft |                                                    | 2004–2007                                                                        | 899              | 1.029                        | 899                                | WeKo                    | [ 11 ]                             |
| Vitaminkartell                                                                | F. Hoffmann-La Roche (462 Mio. €), BASF, Takeda Pharmaceutical, Daiichi Pharmaceutical, Eisai, Merck, Solvay, Aventis (vormals Rhône-Poulenc) | Aventis                                            | 1989–1999                                                                        | 855              | 1.089                        | 462                                | WeKo                    | [ 12 ]                             |
| Luftfracht-Kartell                                                            | Air France, KLM, British Airways, Cargolux, Singapore Airlines, SAS (um 50 % erhöht), Cathay Pacific Airways, Japan Airlines, Martinair, Air Canada, Qantas, LAN Chile, Lufthansa | Lufthansa                                          | 1999–2006                                                                        | 799              | 902                          | 183                                | WeKo                    | [ 13 ]                             |
| Kartell für gasisolierte Schaltanlagen                                        | Siemens (um 50 % erhöht auf 396,5 Mio. €), Mitsubishi Electric, Toshiba, Alstom (um 50 % erhöht), Areva (um 50 % erhöht), Hitachi, VA Technologie, Schneider Electric, Fuji Denki Holdings, Japan AE Power Systems, ABB | ABB (Erlass von 215 Mio. €)                        | 1988–2004                                                                        | 751              | 882                          | 396,5                              | WeKo                    | [ 14 ]                             |
| Wachskartell                                                                  | Sasol (50 % Nachlass auf ursprg. 636 Mio. €), Total, ExxonMobil, RWE, Eni (um 60 % erhöht), Hansen & Rosenthal, MOL, Repsol, Tudapetrol, Shell (um 60 % erhöht, aber voll erlassen) | Shell (Erlass von 96 Mio. €)                       | 1992–2005                                                                        | 670              | 818                          | 318                                | WeKo                    | [ 15 ]                             |
| Butadien-Kautschuk-Kartell                                                    | Eni (272 Mio. €), Shell, Dow Chemical, Unipetrol, Trade-Stomil | Bayer (Erlass von 204 Mio. €)                      | 1996–2002                                                                        | 519              | 623                          | 272                                | WeKo                    | [ 16 ]                             |
| Flachglaskartell                                                              | Guardian Industries (148 Mio. €), Pilkington, Saint-Gobain, Asahi Glass | Asahi Glass                                        | 2004–2005                                                                        | 487              | 572                          | 148                                | WeKo                    | [ 17 ]                             |
| Club Europa (Spannstahlkartell)                                               | ArcelorMittal (276 / 230 Mio. €), Westfälische Drahtindustrie, GlobalSteelWire/Tycsa, Emesa/Galycas/Arcelor, Voestalpine, ORI Martin/Siderurgica Latina Martin, Companhia Previdente/Socitrel, Saarstahl, u. a. | Saarstahl                                          | 1984–2002                                                                        | 458              | 517                          | 230 (276)                          | WeKo                    | [ 19 ]                             |
| Gipsplattenkartell                                                            | Lafarge (250 Mio. €), British Plaster Board (heute Saint-Gobain), Knauf Gips, Gyproc Benelux |                                                    | 1992–1998                                                                        | 458              | 583                          | 250                                | WeKo                    | [ 20 ] [ 21 ] [ 22 ]               |
| Badezimmerkartell                                                             | Ideal Standard (113 Mio. €), Villeroy & Boch, Sanitec, Grohe, Roca, Duravit, Hansa Metallwerke, Dornbracht, Kludi etc. | Masco (Hansgrohe)                                  | 1992–2004                                                                        | 402              | 425                          | 113 (326,1)                        | WeKo                    | [ 23 ] [ 24 ]                      |
| Bleichmittelkartell                                                           | Solvay (167 Mio. €), Arkema, Ausimont (heute Solvay), Kemira, AkzoNobel, FMC Corporation Foret, SNIA S.p.A. / Caffaro, Degussa | Degussa (Erlass von 130 Mio. €)                    | 1994–2000                                                                        | 388              | 466                          | 167                                | WeKo                    | [ 25 ]                             |
| Wurstkartell                                                                  | Bell Deutschland Holding GmbH; Böklunder Plumrose GmbH & Co. KG, Böklund/Könecke Fleischwarenfabrik GmbH & Co. KG; Döllinghareico GmbH & Co. KG; Herta GmbH (Nestlé); Franz Wiltmann GmbH & Co. KG; H. Kemper GmbH & Co. KG; H. & E. Reinert Holding GmbH & Co. KG; Hans Kupfer & Sohn GmbH & Co. KG; Heidemark Mästerkreis GmbH & Co. KG; Heinrich Nölke GmbH & Co. KG; Höhenrainer Delikatessen GmbH; Lutz Fleischwaren GmbH (Vion N. V.); Marten Vertriebs GmbH & Co. KG; Meica Ammerländische Fleischwarenfabrik Fritz Meinen GmbH & Co. KG; Metten Fleischwaren GmbH & Co. KG; Ponnath Die Meistermetzger GmbH; Rudolf und Robert Houdek GmbH; Rügenwalder Mühle Carl Müller GmbH & Co. KG; Westfälische Fleischwarenfabrik Stockmeyer GmbH (heristo AG); Wiesenhof Geflügelwurst GmbH & Co. KG (PHW-Gruppe) und Willms Fleisch GmbH. Mehrere der Unternehmen sind inzwischen in der Zur-Mühlen-Gruppe aufgegangen |                                                    |                                                                                  | 338              | 411                          | 70 (mind.)                         | BKartA                  | [ 27 ]                             |
| Bierkartell (Deutschland)                                                     | Radeberger (etwa 190 Mio. €), Anheuser-Busch InBev, Bitburger, Krombacher, Veltins, Warsteiner, Ernst Barre, Carlsberg Deutschland, Bolten-Brauerei, Erzquell Brauerei, Cölner Hofbräu Früh, Privatbrauerei Gaffel Becker & Co | Anheuser-Busch InBev                               | 2006–20XX                                                                        | 338              | 358                          | 190                                | BKartA                  | [ 28 ]                             |
| Zementkartell                                                                 | HeidelbergCement (251,5 Mio. €, reduziert 169,9), Schwenk Zement (142 Mio., reduziert 70), Dyckerhoff (95 Mio., reduziert 50), Lafarge (86 Mio., reduziert 24), Alsen AG (74 Mio., reduziert 14,6), Readymix, jetzt Cemex (12) |                                                    | (1970-)1989–2002                                                                 | 330              | 377                          | 169,9 (251,5)                      | BKartA / OLG Düsseldorf | [ 29 ]                             |
| Waschmittelkartell                                                            | Procter & Gamble (211 Mio. €), Unilever, Henkel | Henkel                                             | 2002–2005                                                                        | 315              | 348                          | 211                                | WeKo                    | [ 30 ]                             |
| Reißverschlusskartell                                                         | YKK (150 Mio. €), Coats, William Prym, ARaymond, Scovill, Berning | Prym                                               | 1991–2001 Prym-Coats 1977–1998                                                   | 303              | 356                          | 150                                | WeKo                    | [ 31 ]                             |
| Hochspannungs-Kabelkartell                                                    | Prysmian (105 Mio. €), Nexans (71), VISCAS (35), J-Power Systems (Joint Venture zwischen Sumitomo Electric und Hitachi, Strafe um 45 % ermäßigt), LS Cable, Safran, Kabelwerke Brugg, EXSYM, Taihan, NKT | ABB (Erlass von 33 Mio. €)                         | 1999–2009                                                                        | 302              | 320                          | 105                                | WeKo                    | [ 32 ]                             |
| Zuckerkartell                                                                 | Südzucker (195,5 Mio. €), Nordzucker, Pfeifer & Langen | Nordzucker (Senkung auf 10 Mio. €)                 | 1990er–2009                                                                      | 280              | 296                          | 195,5                              | BKartA                  | [ 33 ]                             |
| Durchschreibpapierkartell                                                     | Arjowiggins (184 Mio. €), Papierfabrik August Koehler, Zanders Feinpapiere, Bolloré, Mitsubishi HiTec Paper Bielefeld, Torraspapel, Papeteries Mougeot, Divipa, Zicuñaga, Sappi | Sappi                                              | (1989-)1992–1995                                                                 | 270              | 344                          | 184                                | WeKo                    | [ 34 ] [ 35 ]                      |
| Bierkartell (Niederlande)                                                     | Heineken (198 Mio. € nach Senkung), Grolsch, Bavaria, InBev | InBev (Erlass von 83 Mio. €)                       | 1996–1999                                                                        | 250              | 294                          | 198 (219)                          | WeKo                    | [ 36 ] [ 37 ]                      |
| Chloropren-Kautschuk-Kartell                                                  | Eni (um 50 % erhöht auf 132 Mio. €), DuPont/Dow Chemical, Denka, Tōsō (50 % Nachlass auf ursprg. 10 Mio. €), Bayer (um 50 % erhöht, aber voll erlassen) | Bayer (Erlass von 201 Mio. €)                      | 1993–2006                                                                        | 247,6            | 291                          | 132 (201)                          | WeKo                    | [ 38 ]                             |
| Flüssiggaskartell                                                             | Friedrich Scharr/Sano-Propan, Primagas, Progas, Tyczka Energie, Tyczka Totalgaz, Transgas Flüssiggas Transport und Logistik, Westfalen |                                                    | 1997–2005                                                                        | 244              | 258                          | 100                                | BKartA / OLG Düsseldorf | [ 39 ] [ 40 ]                      |
| Vertikalfall                                                                  | Süßwaren: Haribo (bzw. die Edmund Münster GmbH & Co. KG), Lidl, Edeka, Rewe, Kaufland, Metro, Aldi; Alfred Ritter, Edeka und Rewe Kaffee: Melitta, Edeka, Kaufland, Metro, Rewe und Rossmann Tiernahrung: Fressnapf, Das Futterhaus Bier: AB InBev, A. Kempf, EDEKA, Metro, Netto und Rewe Körperpflegeprodukte: Johnson & Johnson, Dr. Kurt Wolff und mehrere Händler | Rewe, AB InBev, Mars Deutschland, Melitta          | 2004–2008 (Melitta) 2004–2009 (Haribo) 2005–2008 (Ritter Sport) 2006–2009 (Bier) | 242              | 254                          |                                    | BKartA                  | [ 45 ] [ 46 ] [ 47 ] [ 48 ] [ 49 ] |
| Acrylglas-Kartell                                                             | Arkema (111,3 Mio. € nach Senkung), ICI, Lucite International, Quinn Barlo (heute Aventas), Degussa | Degussa (Erlass von 264 Mio. €)                    | 1997–2002                                                                        | 237,5            | 263                          | 111,3 (219,1)                      | WeKo                    | [ 51 ] [ 52 ]                      |
| Schienenfreunde                                                               | ThyssenKrupp GfT Gleistechnik (191 Mio. €), voestalpine TSTG & BWG (14,9), Stahlberg Roensch (13), Moravia Steel (10), Schreck-Mieves | voestalpine                                        | 2001–2008(–2011) GfT–VÖEST seit den 1980ern                                      | 232,22           | 252                          | 191                                | BKartA                  | [ 53 ] [ 54 ] [ 55 ]               |
| Graphitelektroden-Kartell                                                     | SGL Carbon (80 Mio. €), GraphTech (damals UCAR International, 50,4), Tokai Carbon (24,5), Showa Denko Carbon, VAW Aluminium, SEC Carbon, Nippon Carbon, Carbide Graphite |                                                    | 1992–1998                                                                        | 218,8            | 279                          | 80,2                               | WeKo                    | [ 56 ]                             |
| Marineschlauch-Kartell                                                        | Bridgestone (58,5 Mio. €), Parker ITR (25,6 Mio. €), Trelleborg (24,5 Mio. €), Dunlop (18 Mio. €) | Manuli                                             | 1986–2007                                                                        | 131,5            |                              |                                    | WeKo                    | [ 57 ] [ 58 ]                      |
| Kohlebürsten-Kartell                                                          | Carbone Lorraine (43,05 Mio. €), Schunk (30,87 Mio., damals Hoffmann & Co. Elektrokohle), SGL Carbon (23,64), Morgan Crucible | Morgan Crucible (Vollerlass)                       | 1997–1998                                                                        | 101,44           | 116                          | 43                                 | WeKo                    | [ 59 ] [ 60 ]                      |
| Graphitspezialerzeugnis-Kartell (isostatisch und stranggepresster Gr.)        | SGL Carbon (27,75 Mio. €), Tōyō Tanso (10,8), Carbone Lorraine (7), Tokai Carbon (7), Ibiden, Nippon Steel, Intech, GraphTech | GraphTech (Vollerlass)                             | 1993–1998                                                                        | 60,6             | 77                           | 28                                 | WeKo                    | [ 61 ]                             |